# Margo Price
Margo Rae Price (Aledo, 15 aprile 1983) è una cantautrice statunitense.
Il suo album di debutto, Midwest Farmer's Daughter, è stato pubblicato per l'etichetta Third Man Records il 25 marzo 2016. L'album è stato registrato al Sun Studio di Memphis nel Tennessee ed è stato prodotto da Matt Ross-Spang. L'album è stato registrato in tre giorni.
Il 27 luglio 2017 ha pubblicato un EP contenente 4 tracce intitolato Weakness, che ha anticipato la pubblicazione del secondo album All American Made il 20 ottobre 2017.
Nel 2017, Price si è esibita al Glastonbury Festival nel Regno Unito.
Nel marzo 2018, Price si è esibita al C2C: Country to Country, il più grande festival di musica country d'Europa.
Nel dicembre 2018, ha ricevuto la candidatura come miglior artista esordiente ai 61º Grammy Awards.

## Discografia

### Singoli
- Hurtin (On the Bottle) (2015)
- Hands of Time (2016)
- A Little Pain (2017)
- Weakness (2017)

### Album in studio
- Midwest Farmer's Daughter (2016)
- All American Made (2017)
- That's How Rumors Get Started (2020)
- Strays (2023)

### Album live
- Live At Rough Trade East (2016)

### EP
- Weakness (2017)

## Riconoscimenti
- 2019 - Grammy Awards
  - Candidata come Miglior artista esordiente